# Portugal International 1978
Die Portugal International 1978 fanden vom 25. bis zum 28. Mai 1978 statt. Es war die 13. Auflage dieser internationalen Titelkämpfe von Portugal im Badminton.

## Titelträger
| Disziplin    | Sieger                          |
| ------------ | ------------------------------- |
| Herreneinzel | Thomas Kihlström                |
| Dameneinzel  | Marjan Ridder                   |
| Herrendoppel | Thomas Kihlström Bengt Fröman   |
| Damendoppel  | Barbara Sutton Paula Kilvington |
| Mixed        | Eddy Sutton Barbara Sutton      |